# Periphanes delphinii
Periphanes delphinii (Linnaeus, 1758) је ноћни лептир из породице совица (Noctuidae).

## Распрострањење и станиште
Има га на северу и западу Африке, југоистоку Европе, у Азији до Авганистана. У централној Европи му је бројност смањена због претварања земљишта у агрокултуре. Има стабилних популација у Бугарској, Румунији, Грчкој. Степска врста, најчешће се налази поред њива где има доста биљке хранитељке.

## Опис
Прелеп лептир коме су предња крила обојена у нијансама розе боје, са тамном сивом туфном на средњем делу крила. Распон крила је 34-36 мм. Гусенице су сиве, са 4 жуте линије и са црним тачкицама. Главна биљка хранитељка је делфинијум (Consolida regalis).

## Биологија
Презимљује у стадијуму лутке. Лети у две генерације између априла и августа, мада су у Србији одрасле јединке и гусенице забележене само у јуну. Привлачи их ноћно светло.

## Угроженост
Станиште ове врсте убрзано прелази у агроекосистеме, тако да је Periphanes delphinii локална врста и одржава се на стаништима која су на неки начин недоступне за обрађивање.